# Sebastiano Rossi
Sebastiano Rossi (Cesena, Italia, 20 de julio de 1964) es un exfutbolista italiano, se desempeñaba como guardameta.
Durante 21 años como profesional hizo 346 apariciones en la Serie A italiana, la mayoría representando al AC Milan, equipo en el cual fue su portero titular durante gran parte de los 90 y donde conseguiría sus mayores éxitos como jugador. Como curiosidad, Rossi jamás llegó a debutar con la selección de fútbol de Italia.

## Trayectoria

### Cesena
Rossi se unió al club de su ciudad natal, el Cesena en 1979 a la edad de 15 años. En 1982-83 en condición de cedido debutó con el Forlì en la Lega Pro Prima Divisione, siendo suplente en una temporada que terminó con el descenso.
Después de dos préstamos más regresó a Cesena para la campaña 1986-87, solo se perdió cinco juegos cuando el club de Emilia-Romagna ascendió a la Serie A y mantuvo el estatus de primera opción en las siguientes tres temporadas de la primera división, con el equipo terminando 12 ° en 1989-1990; debutó en la competición el 13 de septiembre de 1987 en un partido en casa ante el Napoli.

### Milán
Después de su primera temporada en la máxima categoría de Italia, Rossi fue notado por el Milan y se unió a los Rossoneri (también apodados el Dream Team) que dominaron el fútbol italiano durante gran parte de la década de 1990. En su campaña de debut respaldó a Andrea Pazzagli, pero el veterano se marchó al Bologna FC 1909 en el verano siguiente.
Luego luchó brevemente por la titularidad con Francesco Antonioli, antes de convertirse en el primer portero indiscutible del Milán, formando parte de una línea defensiva que incluía, entre otros, a Mauro Tassotti, Franco Baresi, Alessandro Costacurta y Paolo Maldini, considerado como uno de los más grandes unidades defensivas de todos los tiempos. Sin embargo a diferencia de los defensores antes mencionados, Rossi no fue seleccionado para representar a Italia en la Copa del mundo de 1994 ya que el exentrenador del Milan Arrigo Sacchi, quien fue el comisionado de la selección italiana durante este tiempo, asignó los tres puestos de portero a Gianluca Pagliuca, Luca Marchegiani y Luca Bucci. Bajo Sacchi, Rossi recibió dos convocatorias internacionales a fines de 1994, pero no pudo hacer una sola aparición para su país, aunque varios expertos lo consideraron como una alternativa viable al entonces arquero titular Pagliuca; aún logró tener una exitosa carrera en el club bajo la tutela de Fabio Capello, ya que los Invincibles tuvieron una racha de 58 partidos invictos y ganaron cuatro Scudetto en cinco temporadas, así como la UEFA Champions League en 1994.
Después de su victoria en el Scudetto de 1996, Milán declinó drásticamente a partir de entonces terminando 11.º en 1997 y décimo en 1998, ya que la carrera de Rossi decayó y lo vio luchar contra Massimo Taibi por el primer puesto. Durante la ronda 17 de la temporada 1998-99, el Milan ganaba al Perugia Calcio 2-0 cuando concedió un penalti tardío. Después de que Hidetoshi Nakata lo convirtió, su compañero Cristian Bucchi fue golpeado por la espalda por Rossi mientras recuperaba el balón del fondo de la red. Rossi fue expulsado y luego sancionado con una sanción de cinco partidos.
Después de vencer al recién llegado Jens Lehmann (quien se iría después de jugar sólo cinco partidos) por la camiseta número uno en 1998-99, Rossi fue finalmente usurpado por el advenedizo Christian Abbiati quien lo había reemplazado en el partido contra el Perugia.

### Perugia
Después de la campaña 2001-02, Rossi se trasladó al Perugia que enfrentaba a una crisis de porteros en ese momento. Contribuyó relativamente ya que el equipo retuvo su estatus de nivel superior, luego se retiró al final de esa única campaña a la edad de 39 años.
Rossi hizo una última aparición con el Milan en Estadio Giuseppe Meazza, en un partido testimonial para Demetrio Albertini, su compañero de equipo durante once temporadas. Posteriormente, trabajó como entrenador de porteros en el departamento de juveniles del club.

## Estilo de juego
Rossi era un portero alto, agresivo y físicamente fuerte, que se destacaba principalmente por su confianza y dominio del área, así como por su manejo y habilidad para salirse de la línea para recoger centros y balones altos, debido a su altura y técnica de portería. También era conocido por su presencia vocal en la portería y su capacidad para organizar su defensa. Debido a sus buenas reacciones, agilidad, atletismo y posicionamiento sólido, también era un tapón de tiros eficaz y, a pesar de su altura, tenía el don de la acrobacia y era capaz de conseguir al suelo rápidamente para parar tiros, lo que lo convirtió en un experto en salvar penaltis. A pesar de su talento, sin embargo, en ocasiones fue criticado por su carácter volátil, arrogante y controvertido, lo que lo llevó a recoger varias cartas a lo largo de su carrera, así como su tendencia a cometer ocasionales errores costosos, que junto con su altura y atletismo, le valió el apodo de "l'ascensore umano" (el ascensor humano).
A pesar de no ser el arquero con más talento natural con el balón en los pies, Rossi poseía sólidas habilidades con el balón y un saque de meta profundo y también era conocido por su distribución, así como su ritmo al salir corriendo de su línea, lo que lo convirtió en extremadamente eficaz en el sistema de marcado zonal de Milán y permitió a su equipo mantener una línea defensiva alta.

## Registros
Rossi tenía el récord de la racha más larga sin encajar un gol en la historia de la Serie A. En un lapso de 11 partidos, de 12 de diciembre de 1993 a 27 de febrero de 1994, mantuvo la portería a cero durante 929 minutos consecutivos antes de ser derrotado por un disparo de larga distancia del estadounidense Ígor Kolyvánov del Foggia; superó la marca anterior establecida por Dino Zoff en 1972-73 por 26 minutos y su propio récord de minutos consecutivos más largos sin encajar fue superado por Gianluigi Buffon el 20 de marzo de 2016, por 45 minutos.
Rossi también tiene el récord de la menor cantidad de goles concedidos por un portero durante una sola temporada de la liga italiana de 34 partidos, con 11.
Con 330 partidos con el Milan, es el segundo portero con más partidos internacionales del club de todos los tiempos, solo detrás de Christian Abbiati (380).

## Vida personal

### Disputas
Rossi fue detenido la noche del 7 al 8 de mayo de 2011 por golpear con el puño en la boca a un sargento de la policía de civil en un bar del centro de Cesena. Sin embargo fue liberado en junio, tras una negociación de recibir una sanción pecuniaria que conmutaba la pena a 56 días de prisión por lesiones y resistencia.
El 31 de julio de 2014 como parte de una investigación relacionada con el tráfico de drogas en Emilia-Romagna, fue investigado junto con otras 17 personas por posesión de cocaína.

## Clubes
| Club                    | País   | Año         | Partidos | Goles |
| Forlì                   | Italia | 1982 - 1983 | 11       | 0     |
| Cesena                  | Italia | 1983 - 1984 | 0        | 0     |
| Empoli                  | Italia | 1984 - 1985 | 0        | 0     |
| San Frediano Rondinella | Italia | 1985 - 1986 | 28       | 0     |
| Cesena                  | Italia | 1986 - 1990 | 117      | 0     |
| Milan                   | Italia | 1990 - 2002 | 240      | 0     |
| Perugia                 | Italia | 2002 - 2003 | 12       | 0     |

## Palmarés
AC Milan
- Serie A: 1991-92, 1992-93, 1993-94, 1995-96, 1998-99
- Supercopa de Italia: 1992, 1993, 1994
- UEFA Champions League: 1994
- Supercopa de Europa: 1990, 1994
- Copa Intercontinental: 1990